# 그리어 가슨
그리어 가슨(Greer Garson, CBE, 1904년 9월 29일~1996년 4월 6일)은 잉글랜드에서 태어난 미국의 배우이다.
1951년 미국으로 귀화하여 시민권을 취득했다.

## 서훈
- 1993년 대영 제국 훈장 명예 3등급(honorary CBE, 외국인대상 정원외)

## 영화, 텔레비전
- 굿바이 미스터 칩스 (1939년 영화)
- 오만과 편견 (1940년 영화)
- 애정은 강물처럼
- 미니버 부인
- 마음의 행로
- 퀴리 부인 (영화)
- 사랑의 결단
- 줄리어스 시저 (1953년 영화)
- 페페 (1960년 영화)

## 박스 오피스 순위
| 연도 | 미국 순위 | 영국 순위 |
| ---- | --------- | --------- |
| 1942 | 9위       |           |
| 1943 | 6위       | 1위       |
| 1944 | 6위       | 3위       |
| 1945 | 3위       | 3위       |
| 1946 | 7위       | 4위       |